# Sarò mamma
Sarò mamma è una serie televisiva danese ideata da Amalie Næsby Fick e Nikolaj Feifer e prodotta da Netflix.

## Trama
La dottoressa Nana lavora presso una clinica per la fertilità. Una sera, ubriaca, decide di autoinseminarsi con lo sperma del suo ex fidanzato e rimane subito incinta. Questo genera una serie di reazioni a catena tragicomiche. Non potendo tenere a lungo nascosta la sua gravidanza, cerca di tornare insieme al suo ex, il quale tuttavia non è interessato a lei.

## Episodi
| Stagione         | Episodi | Pubblicazione Danimarca | Pubblicazione Italia |
| ---------------- | ------- | ----------------------- | -------------------- |
| Prima stagione   | 6       | 2022                    | 2022                 |
| Seconda stagione | 6       | 2024                    | 2024                 |

## Personaggi e interpreti

### Personaggi principali
- Nana (stagioni 1-2), interpretata da Josephine Park.
- Mathias (stagioni 1-2), interpretato da Simon Sears
- Simone (stagioni 1-2), interpretata da Olivia Joof Lewerissa
- Helle (stagioni 1-2), interpretata da Charlotte Munck
- Niels-Anders (stagioni 1-2), interpretato da Mikael Birkkjær
- Lise Lacour (stagioni 1-2), interpretata da Tammi Øst
- Nye Anton (stagioni 1-2), interpretato da Jesper Ole Feit Andersen

## Produzione
La prima stagione della serie è stata distribuita l'8 giugno 2022.
Il 21 agosto 2023, la serie è stata rinnovata per una seconda stagione.